# Shōjo kakumei Utena
Shōjo kakumei Utena (japanska: 少女革命ウテナ; 'Revolutionsflickan Utena'; engelska: Revolutionary Girl Utena?) är en manga av Chiho Saito och anime av Kunihiko Ikuhara. Den producerades 1996/1997 parallellt i båda medierna och centreras kring titelfiguren, en ung studentska som iklätt sig rollen som "prins" och med svärdet i hand kämpar för en skolkamrats heder, frihet och tillgivenhet. Utena är starkt symbolistisk och är inspirerad av den japanska musikaltraditionen från staden Takarazuka.

## Produktion
Mangan började som följetong i 1996 års juninummer av mangatidningen Ciao, och animen visades som 39 avsnitt under 1997. Mangan avslutades under 1997. Animen och mangan skapades parallellt men utvecklades sedan olika håll. Ett alternativt berättande av historien gjordes med långfilmen Shōjo kakumei Utena Adolescence mokushiroku ('Revolutionsflickan Utenas ungdomstids apokalyps'), som hade biopremiär under 1999. Ett antal teateruppsättningar baserade på franchisen gjordes under 1990-talet, inklusive musikalkomedin Utena la fillette révolutionnaire, där alla rollerna i likhet med traditionen inom Takarazuka spelas av kvinnor.

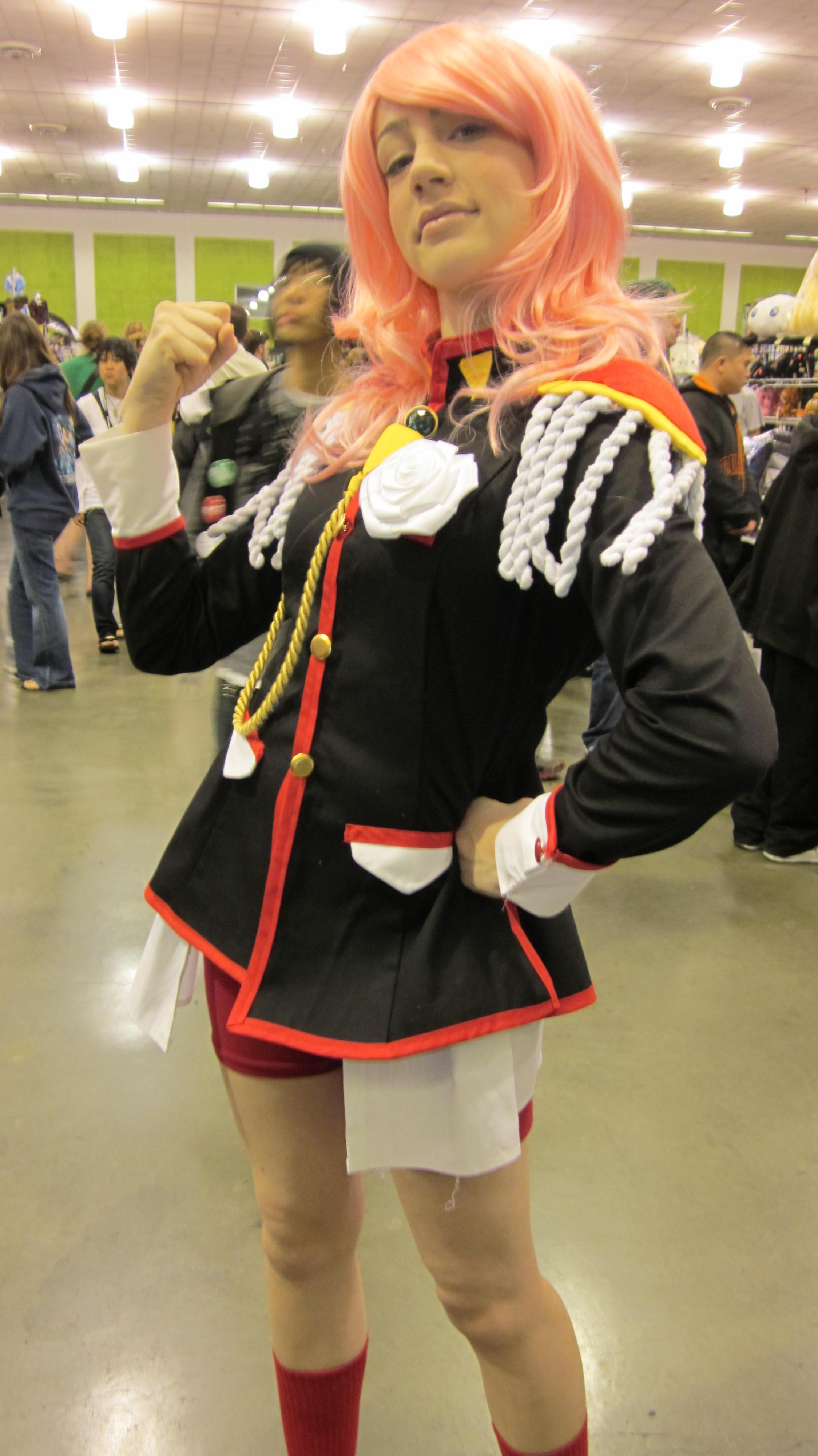
Cosplay-modell som klätt sig som Utena Tenjō, huvudfiguren i Shōjo kakumei Utena. Bilden är från FanimeCon 2010 i San Jose, Kalifornien.

## Handling
Titelfiguren är Utena Tenjō, en tonårig pojkflicka som under sin barndomstid tagit starkt intryck av en vänlig prins och därför beslutat sig för att själv bli en prins (genom klädval och sin personlighet). Utena studerar på Ōtoriakademin. Där blir hon bekant med Anthy Himemiya, en flicka som har ett problematiskt förhållande med en annan student. Utena kämpar för att försvara Anthy och blir därmed inblandad i en serie svärdsdueller med medlemmar av skolans elevråd. Anthy omnämns som Rosbruden (japanska: 薔薇の花嫁, Bara no hanayome?) och ges som pris till segraren av varje duell. Det sägs att vinnaren av hela tävlingen kommer att få motta en mystisk kraft som ska "revolutionera hela världen" och att den nuvarande mästaren ständigt utmanas om sin äganderätt över Rosbruden.

## Stil

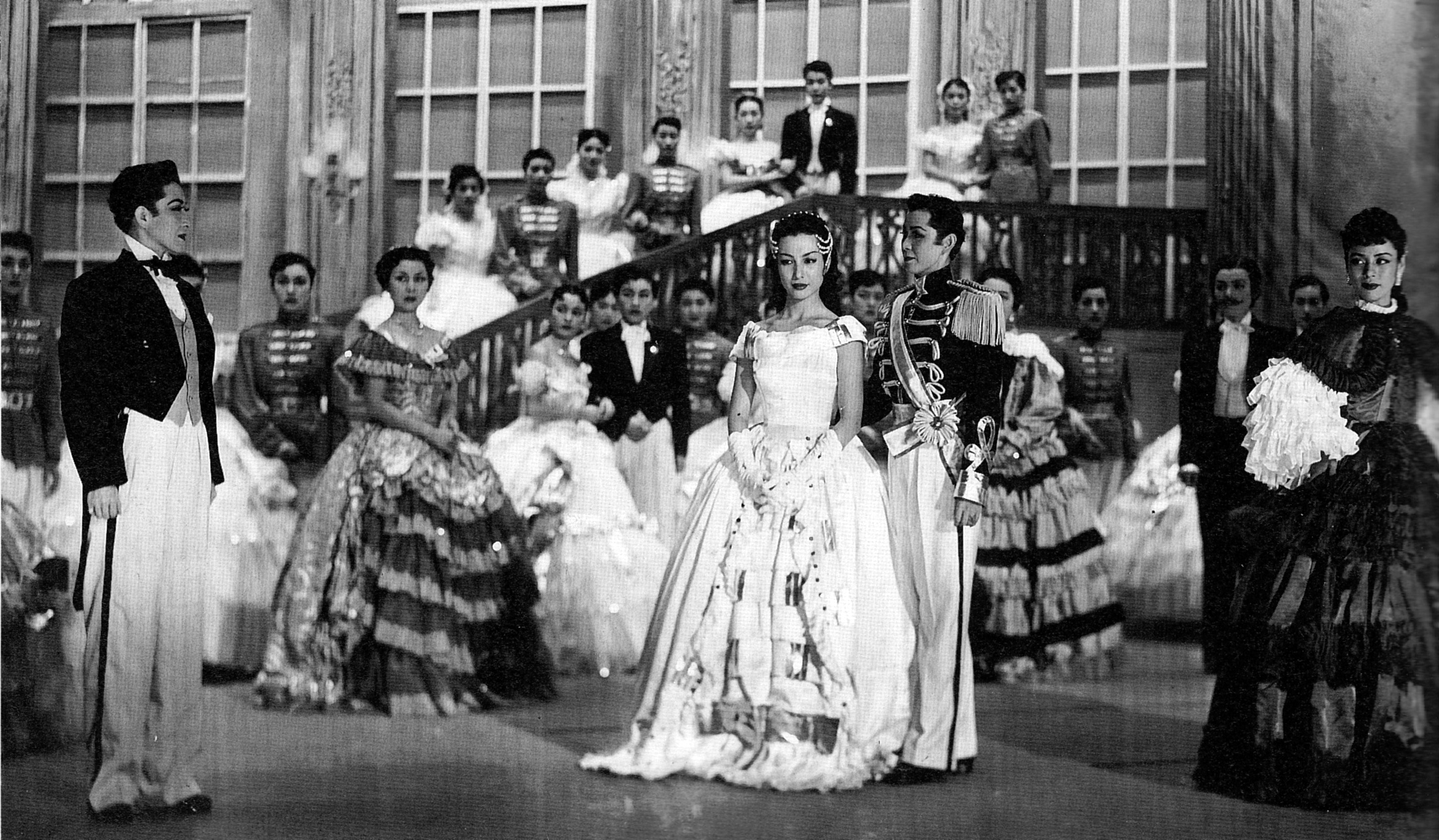
I staden Takarazukas musikaltradition (här uppsättningen Kimi-no-na-ha från 1954) spelas alla rollerna av kvinnor. Takarazuka-musikalerna är en av Utenas inspirationskällor.

Utena är en manga/anime med starka metafysiska, surrealistiska och allegoriska inslag. Den visar upp scener i stil med skuggteater, klassisk shōjo-manga och Takarazuka-musikaltraditionen. När Utena 1997 sattes upp som en musikal, spelades titelrollen av Yū Daiki som deltagit i ett flertal Takarazuka-uppsättningar. Bland annat deltog hon 1989 i Versailles no bara ("Rosen från Versailles"), baserad på Ryoko Ikedas manga om flickan som klär sig som manlig ädling och hamnar mitt i hovintrigerna kring Marie-Antoinette.

## I rollerna
- Tenjo Utena - prinsessan/prinsen - Tomoko Kawakami /Rachael Lillis
- Himemiya Anshī - häxan/prinsessan - Yuriko Fuchizaki/Sharon Becker
- Akio - prinsen/Lucifer - Jūrōta Kosugi/Josh Mosby
- Kiryū Tōga - riddaren - Takehito Koyasu/Crispin Freeman
- Kiryū Nanami - Yuri Shiratori /Leah Applebaum
- Mikage Souji - den hängde - Hikaru Midorikawa/Dan Green
- Kaoru Miki - Aya Hisakawa/Jimmy Zoppi
- Arisugawa Juri -  Kotono Mitsuishi/Mandy Bonhomme
- Saionji Kyōichi - Takeshi Kusao/Jack Taylor
- Shinohara Wakaba - Yuka Imai/Roxanna Beck
- Mitsuru - Akiko Yajima/Ted Lewis
- Kanae Ohtori - Ai Orikasa/Kerry Williams
- Kaoru Kozue - Chieko Honda/Roxanne Beck
- Shiori - Kumiko Nishihara/Lisa Ortiz